# Argein
Argein é uma comuna francesa na região administrativa de Occitânia, no departamento de Ariège.